# Nicolas Charles Chomer
Pour les articles homonymes, voir Chomer.
Nicolas Charles Chomer est un général de division français, né à Metz le 10 avril 1849 et mort au Chesnay le 22 mai 1915. Il a été membre du Conseil supérieur de la guerre.

## Biographie

### Famille et vie privée
Nicolas Charles Chomer est le fils ainé de Jean Charles Chomer, meunier, et de Jeanne Joséphine Beuvelot, fille de marchand de vin.
Nicolas Charles Chomer épouse Christine Aglaé Arnould le 22 juin 1879. Ils ont en 1880 une fille Marthe Françoise Jeanne qui épouse au début des années 1900 le polytechnicien artilleur Émile Hergault, alors élève à l'École supérieure de guerre.

### Carrière militaire
Chomer intègre la 51e promotion de l'École spéciale militaire de Saint-Cyr, la promotion du sultan, le 16 octobre 1866. Sorti dans l'infanterie, il est nommé sous-lieutenant au 5e bataillon de chasseurs à pied en 1968. 
Il participe à la guerre franco-allemande de 1870 au sein de la première brigade de la deuxième division du 4e corps d'armée en prenant part aux batailles de Borny-Colombey le 14 août, Mars-la-Tour le 16 août et Saint-Privat le 18 août. Lors de la bataille de Borny-Colombey, sa compagnie la 6e est engagée avec les 1er et 5e dans la défense du bois de Mey. Il s'y distingue étant le seul des huit officiers entrés dans le bois à en sortir indemne. Lors de la bataille de Saint-Privat, un obus l'atteint à la cuisse gauche à Amanvillers. Il est cité à l'ordre de l'armée pour sa conduite pendant ces journées. Lieutenant au 2e bataillon de chasseurs à pied, il est capturé le 29 octobre 1870 à la suite de la capitulation du maréchal Bazaine à Metz et reste aux mains de l’ennemi jusqu'au 4 mars 1871. Il participe ensuite à la campagne contre la Commune.
Chomer, né à Metz qui est devenue une ville du Reichsland Elsaß-Lothringen de l’Empire allemand en 1871 à la suite du traité de Francfort, opte pour la nationalité française le 8 mai 1872 à Versailles.
En 1873, il est nommé capitaine au 1er régiment de zouaves et fait campagne en Algérie.
De 1876 à 1878, il suit les cours de la deuxième promotion de l'École supérieure de guerre, dont il sort 13e avec la mention très bien. 
Chomer est capitaine à l'état-major du 2e corps jusqu'en 1884. À Dijon, il sert au 27e régiment d'infanterie, puis en 1887 comme chef d'état-major à la 15e division d'infanterie où il passe lieutenant-colonel en 1891. En 1892, il est nommé à l'état-major du 13e corps de Clermont-Ferrand où il passe colonel en 1895.

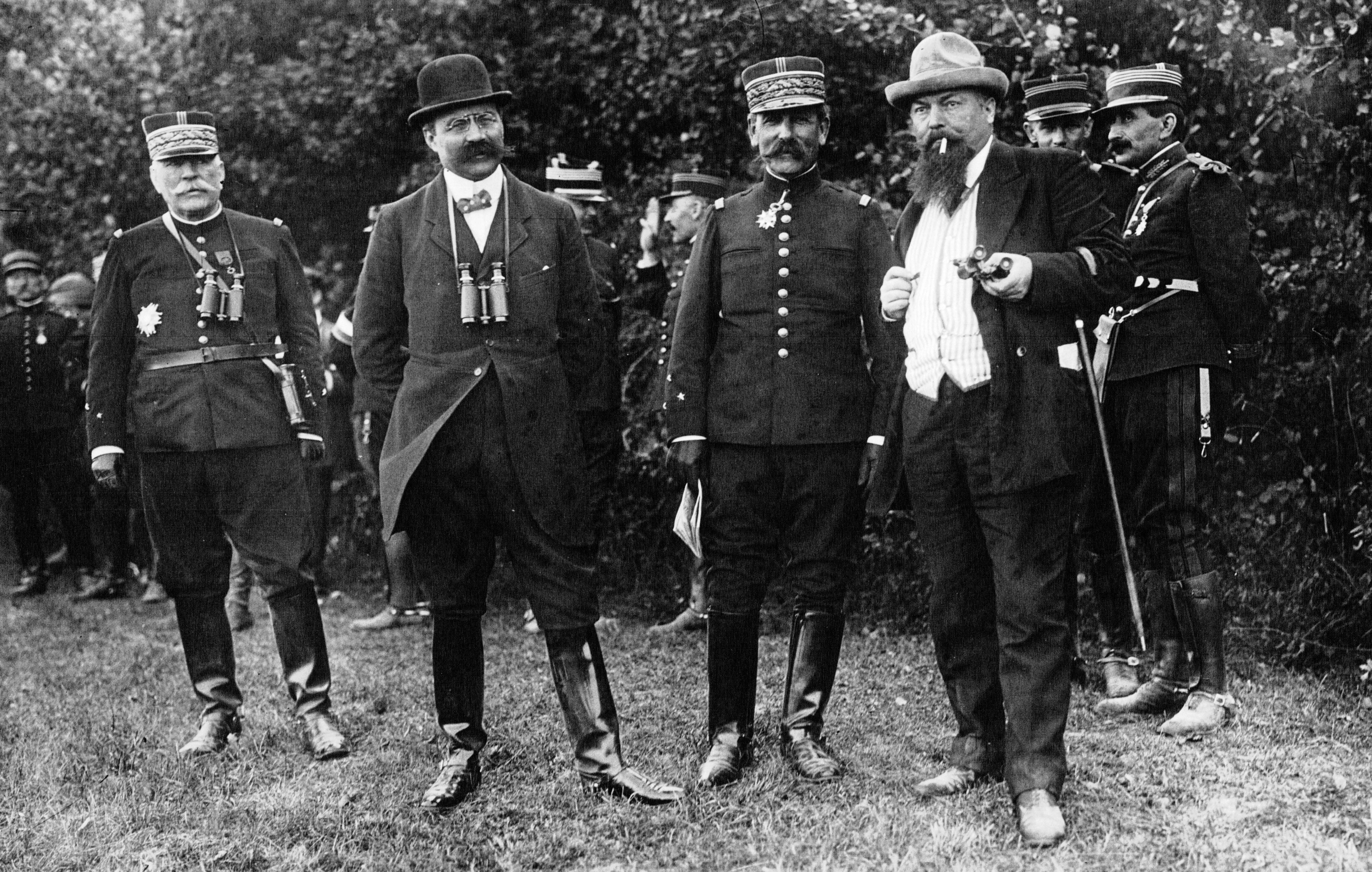
Grandes manœuvres de 1911, au premier plan de gauche à droite : le général Joffre, le ministre Adolphe Messimy, le général Chomer (la personne en civil à droite n'est pas identifiée).

Chomer exerce ensuite les commandements suivants :
- 121e régiment d'infanterie de ligne en 1895[3],
- état-major du 7e corps d'armée à Besançon en 1898,
- 26e brigade d'infanterie en 1901,
- 2e division d'infanterie à Arras en 1905[N 1],
- 10e corps d'armée en mai 1908,
- 7e corps d'armée en octobre 1908.

Il est nommé membre du conseil supérieur de la guerre le 8 novembre 1910. À ce titre, il se joint aux autres membres pour se prononcer le 19 juillet 1911 contre la proposition de fondre les divisions de réserve dans les corps d'active et le 4 mai 1913 pour la prolongation du service militaire à trois ans pour tous. Considéré comme un excellent tacticien, il affronte le général Pau lors de grandes manœuvres annuelles.
À la veille de ses 65 ans le général Chomer, atteint par la limite d'âge, est versé dans le cadre de réserve le 9 avril 1914.

## Affaire du général Faurie
En 1913, le général Chomer commande le parti rouge lors des grandes manœuvres dans le Sud-Ouest. Il a sous ses ordres le 16e corps d'armée du général Faurie et le 17e corps d'armée du général Plagnol. Au troisième jour, le général Chomer donne l'ordre au parti rouge de battre lentement en retraite vers le Sud-Ouest en s'opposant le plus possible à la progression de l'ennemi. Le général Faurie rassemble ses deux divisions en colonne par quatre sur les routes et se replie avec une telle promptitude que le parti bleu progresse sans opposition à 5 kilomètres à l'heure. Faurie se trompe de direction et coupé du 17e corps, le 16e corps se fait encercler. Avec le général Joffre, Chomer fait adopter par le conseil supérieur de la guerre un rapport accusant Faurie de ne pas avoir été à la hauteur de ses fonctions. Faurie s'en plaint au ministre de la guerre dans une lettre qu'il rend publique. 
Traduit devant une commission d'enquête pour faute contre la discipline, le général Faurie est mis à la retraite par décret en novembre 1913. Faurie porte plainte contre les généraux Joffre, Chomer et de Castelnau jugeant qu'ils s'étaient entendus pour lui nuire. Faurie obtiendra gain de cause et retrouve ses fonctions en faisant annuler le décret par le président de la république Raymond Poincaré le 10 août 1914.

## Décorations
Chomer a reçu les décorations suivantes dans l’ordre national de la Légion d'honneur : 
- le 5 juillet 1888 :  chevalier ;
- le 10 juillet 1899 :  officier ;
- le 11 juillet 1909 :  commandeur ;
- le 12 juillet 1913 :  grand officier.